# Cardeñadijo
Cardeñadijo est une commune d'Espagne dans la communauté autonome de Castille-et-León, province de Burgos. Elle s'étend sur 9,21 km2 et comptait environ 1 430 habitants en 2024.

## Localisation et climat
La municipalité de Cardeñadijo est située à environ 6 km au sud-sud-est de la capitale provinciale Burgos , à une altitude d'environ 920 mètres . La municipalité est traversée par la rivière Cardeñadijo . Le chemin de fer méditerranéen de Santander s'y arrête. Le climat est tempéré à chaud ; La pluie (environ 566 mm/an) tombe tout au long de l'année
.

## Démographie
| 1900 | 1910 | 1920 | 1930 | 1940 | 1950 | 1960 | 1970 | 1981 | 1991 | 2001 | 2011 | 2017 | 2024 |
| ---- | ---- | ---- | ---- | ---- | ---- | ---- | ---- | ---- | ---- | ---- | ---- | ---- | ---- |
| 556  | 570  | 511  | 605  | 659  | 649  | 642  | 530  | 378  | 338  | 601  | 1159 | 1307 | 1430 |

## Économie
La région dépend de l’agriculture depuis des siècles. La région est connue pour la production de saucisses et de pain.

## Tourisme

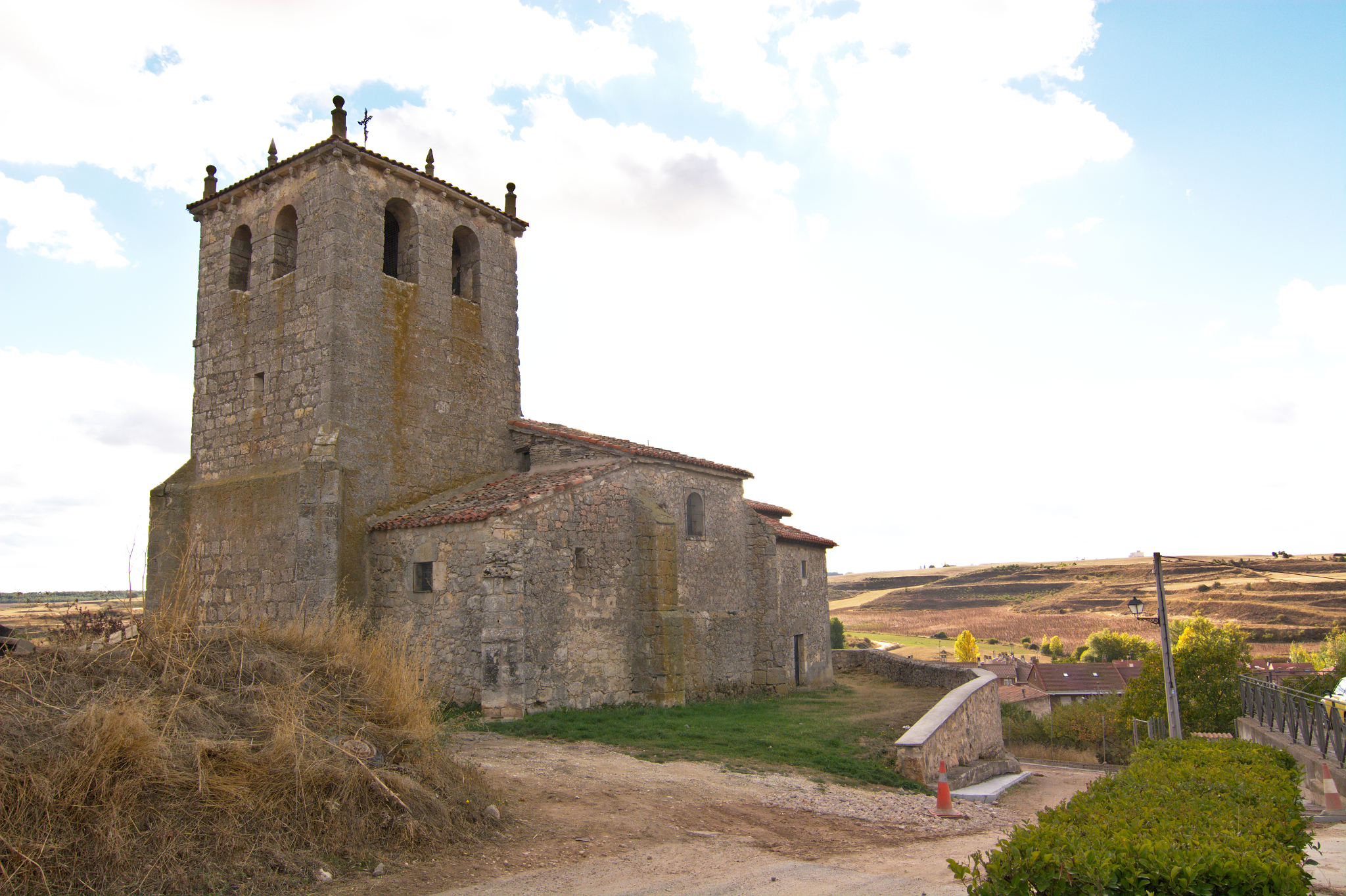
Église Saint-Martin à Cardeñadijo

- Église Saint-Martin à Cardeñadijo.